# Eggenthal
Eggenthal é um município da Alemanha, situado no distrito da Algóvia Oriental, no estado da Baviera. Tem 28,10 km² de área, e sua população em 2019 foi estimada em 1 357 habitantes.